# Pokémon Mystery Dungeon
Pokémon Mystery Dungeon (Nhật: ポケモン不思議のダンジョン Hepburn: Pokemon Fushigi no Danjon) là một loạt video game spin-off dựa trên dòng trò chơi Pokémon, được phát triển bởi Spike Chunsoft (trước đây do Chunsoft phát triển). Các trò chơi có các sinh vật hư cấu được gọi là Pokémon có khả năng nói ngôn ngữ của con người điều hướng qua một hầm ngục được tạo ngẫu nhiên bằng cách sử dụng các bước di chuyển theo lượt, giống loạt trò chơi Mystery Dungeon. Tính đến tháng 9 năm 2018, trò chơi này đã có mười trò chơi trên bốn máy chơi game của Nintendo, cũng như hai bộ manga chuyển thể và một số tập phim anime đặc biệt. Những trò chơi này được xây dựng trong ngục tối (ngục tối bí ẩn huyền bí - mystery dungeons) nơi bản đồ được tạo ngẫu nhiên. Trong ngục tối, người chơi chiến đấu với các Pokémon khác trong khi lấy vật phẩm và tìm cầu thang lên tầng tiếp theo, thoát khỏi ngục tối sau một số tầng cố định. Trò chơi này đã bán được hơn 13 triệu bản.[a]

## Mô tả
Mặc dù có nhiều tính năng khác nhau trong mỗi tựa game, nhưng các khía cạnh chính của trò chơi trong mỗi tựa game đều giống nhau. Người chơi đảm nhận vai trò của một Pokémon được biến đổi từ người, được tìm thấy bởi Pokémon của họ khi bắt đầu trò chơi. Trước khi trò chơi bắt đầu, người chơi sẽ cần trải qua bài kiểm tra tính cách; điều này sẽ quyết định người chơi sẽ lấy Pokémon nào trong trò chơi (ngoại trừ các trò chơi WiiWare, Gates to Infinity và Super Mystery Dungeon, nơi người chơi có thể tự do chọn lựa). Luật chơi dựa trên một trò chơi roguelike cổ điển, với người chơi điều hướng hầm ngục được tạo ngẫu nhiên với đội Pokémon của họ. Chuyển động và hành động theo lượt; Người chơi có thể sử dụng các đòn tấn công cơ bản, di chuyển Pokémon và vật phẩm. Trò chơi bắt đầu với một Pokémon khởi đầu, nhưng người chơi có thể chiêu mộ những Pokémon khác mà họ gặp trong ngục tối vào đội của họ ngay sau nhiệm vụ đầu tiên.

## Các trò chơi đã phát hành
| Tiêu đề | Chi tiết |
| --- | --- |
| Pokémon Mystery Dungeon: Blue Rescue Team, Red Rescue Team Ngày phát hành đầu tiên: - JP: ngày 17 tháng 11 năm 2005 - NA: ngày 18 tháng 9 năm 2006 - AU: ngày 28 tháng 9 năm 2006 - PAL: ngày 10 tháng 11 năm 2006 | Năm phát hành của hệ thống : 2005 – Nintendo DS 2005 – Game Boy Advance 2020 – Nintendo Switch |
| Pokémon Mystery Dungeon: Blue Rescue Team, Red Rescue Team Ngày phát hành đầu tiên: - JP: ngày 17 tháng 11 năm 2005 - NA: ngày 18 tháng 9 năm 2006 - AU: ngày 28 tháng 9 năm 2006 - PAL: ngày 10 tháng 11 năm 2006 | Chú thích: - Được phát hành trên 2 phiên bản nền tảng riêng biệt và sau đó được làm lại cùng nhau trên 1 nền tảng: - Red Rescue Team là phiên bản Game Boy Advance. - Blue Rescue Team là phiên bản Nintendo DS. - Rescue Team DX là phiên bản làm lại sắp tới của cả hai trò chơi dành cho Nintendo Switch, sẽ được phát hành vào tháng 3 năm 2020. |
| Pokémon Mystery Dungeon: Explorers of Time and Explorers of Darkness Ngày phát hành đầu tiên: - JP: ngày 13 tháng 9 năm 2007 - NA: ngày 20 tháng 4 năm 2008 - PAL: ngày 4 tháng 7 năm 2008                         | Năm phát hành của hệ thống : 2007 – Nintendo DS |
| Pokémon Mystery Dungeon: Explorers of Time and Explorers of Darkness Ngày phát hành đầu tiên: - JP: ngày 13 tháng 9 năm 2007 - NA: ngày 20 tháng 4 năm 2008 - PAL: ngày 4 tháng 7 năm 2008                         | |
| Pokémon Mystery Dungeon: Explorers of Sky Ngày phát hành đầu tiên: - JP: ngày 18 tháng 4 năm 2009 - NA: ngày 12 tháng 10 năm 2009 - PAL: ngày 20 tháng 11 năm 2009                                                 | Năm phát hành của hệ thống : 2009 – Nintendo DS |
| Pokémon Mystery Dungeon: Explorers of Sky Ngày phát hành đầu tiên: - JP: ngày 18 tháng 4 năm 2009 - NA: ngày 12 tháng 10 năm 2009 - PAL: ngày 20 tháng 11 năm 2009                                                 | Chú thích: - Một phiên bản làm lại nâng cao của Pokémon Mystery Dungeon: Explorers of Time và Explorers of Darkness. - Explorers of Sky bị hạn chế lưu hành trên nước Úc do sản xuất có sai sót. Hầu hết các nhà bán lẻ ở quốc gia này đã bán các bản nhập khẩu từ Anh Quốc. |
| Pokémon Mystery Dungeon: Keep Going! Blazing Adventure Squad!, Let's Go! Stormy Adventure Squad!, and Go For It! Light Adventure Squad! Ngày phát hành đầu tiên: - JP: ngày 4 tháng 8 năm 2009                     | Năm phát hành của hệ thống : 2009 – WiiWare |
| Pokémon Mystery Dungeon: Keep Going! Blazing Adventure Squad!, Let's Go! Stormy Adventure Squad!, and Go For It! Light Adventure Squad! Ngày phát hành đầu tiên: - JP: ngày 4 tháng 8 năm 2009                     | Chú thích: - Pokémon Mystery Dungeon: Keep Going! Blazing Adventure Squad! (ポケモン不思議のダンジョン すすめ！炎の冒険団), Pokémon Mystery Dungeon: Let's Go! Stormy Adventure Squad! (ポケモン不思議のダンジョン いくぞ！嵐の冒険団), and Pokémon Mystery Dungeon: Go For It! Light Adventure Squad! (ポケモン不思議のダンジョン めざせ！光の冒険団) - Các trò chơi được phát triển bởi Chunsoft và được xuất bản bởi Nintendo. - Bằng cách sử dụng WiiConnect24, các nhiệm vụ mới được thêm vào trò chơi trong khi người chơi Wii không dùng nó. - Ba phiên bản khác nhau có sự khác biệt khác nhau, như điểm bắt đầu và lựa chọn Pokémon ban đầu. - Người chơi có thể chia sẻ lưu dữ liệu trong cả ba trò chơi. Có một tính năng giải cứu nơi người chơi có thể yêu cầu bạn bè hồi sinh đội của họ. - They were initially revealed as logos on pamphlets given out at McDonald's. The graphics for the Pokémon are similar to My Pokémon Ranch, in an attempt to make "something that resembles a picture book". - Chúng là những trò chơi Pokémon Mystery Dungeon đầu tiên không được phát hành ở nước ngoài. |
| Pokémon Mystery Dungeon: Gates to Infinity Ngày phát hành đầu tiên: - JP: ngày 23 tháng 11 năm 2012 - NA: ngày 24 tháng 3 năm 2013 - EU: ngày 17 tháng 5 năm 2013                                                  | Năm phát hành của hệ thống : 2013 – Nintendo 3DS |
| Pokémon Mystery Dungeon: Gates to Infinity Ngày phát hành đầu tiên: - JP: ngày 23 tháng 11 năm 2012 - NA: ngày 24 tháng 3 năm 2013 - EU: ngày 17 tháng 5 năm 2013                                                  | Chú thích: - Named Pokémon Mystery Dungeon: Magnagate and the Infinite Labyrinth (ポケモン不思議のダンジョン マグナゲートと∞迷宮) in Japan. - Named Pokémon Mystery Dungeon: Gates to Infinity in English-speaking countries. |
| Pokémon Super Mystery Dungeon Ngày phát hành đầu tiên: - JP: ngày 17 tháng 9 năm 2015 - NA: ngày 20 tháng 11 năm 2015 - EU: ngày 19 tháng 2 năm 2016                                                               | Năm phát hành của hệ thống : 2015 – Nintendo 3DS |
| Pokémon Super Mystery Dungeon Ngày phát hành đầu tiên: - JP: ngày 17 tháng 9 năm 2015 - NA: ngày 20 tháng 11 năm 2015 - EU: ngày 19 tháng 2 năm 2016                                                               | |
| Pokémon Mystery Dungeon: Rescue Team DX Ngày phát hành đầu tiên: - WW: ngày 6 tháng 3 năm 2020 | Năm phát hành của hệ thống : 2020 – Nintendo Switch |
| Pokémon Mystery Dungeon: Rescue Team DX Ngày phát hành đầu tiên: - WW: ngày 6 tháng 3 năm 2020 | |